# Belisana ranong
Belisana ranong är en spindelart som beskrevs av Huber 2005. Belisana ranong ingår i släktet Belisana och familjen dallerspindlar.
Artens utbredningsområde är Thailand. Inga underarter finns listade.